# Jezioro Lubstowskie
Jezioro Lubstowskie – jezioro w Polsce, położone w województwie wielkopolskim, w powiecie konińskim, w gminie Sompolno, na obszarze Pojezierza Kujawskiego.

## Opis
Powierzchnia jeziora liczy 87,2 ha. Głębokość wynosi do 7,0 m. Długość – 3600 m, szerokość – około 300 m. Jest to zbiornik polodowcowy, otoczony lasami, łąkami i polami uprawnymi. Nad jeziorem funkcjonuje kąpielisko. 